# رازمیک تونویان
رازمیک آندرانیکی تونویان (اوکراینی: Размик Андранікович Тоноян؛ زادهٔ ۲۸ سپتامبر ۱۹۸۸ در زاپروژیا) ورزشکار رشته سامبو ارمنی‌تبار اهل اوکراین است که در وزن به اضافه ۱۰۰ کیلوگرم در مسابقات قهرمانی جهان، بازی‌های اروپایی، مسابقات قهرمانی اروپا و یونیورسیاد تابستانی در مجموع برندهٔ ۳ مدال نقره و ۶ مدال برنز شده‌است..